# Lock Hospitals auf Bernier und Dorre Island

Lagekarte der Shark Bay mit Dorre und Bernier Island

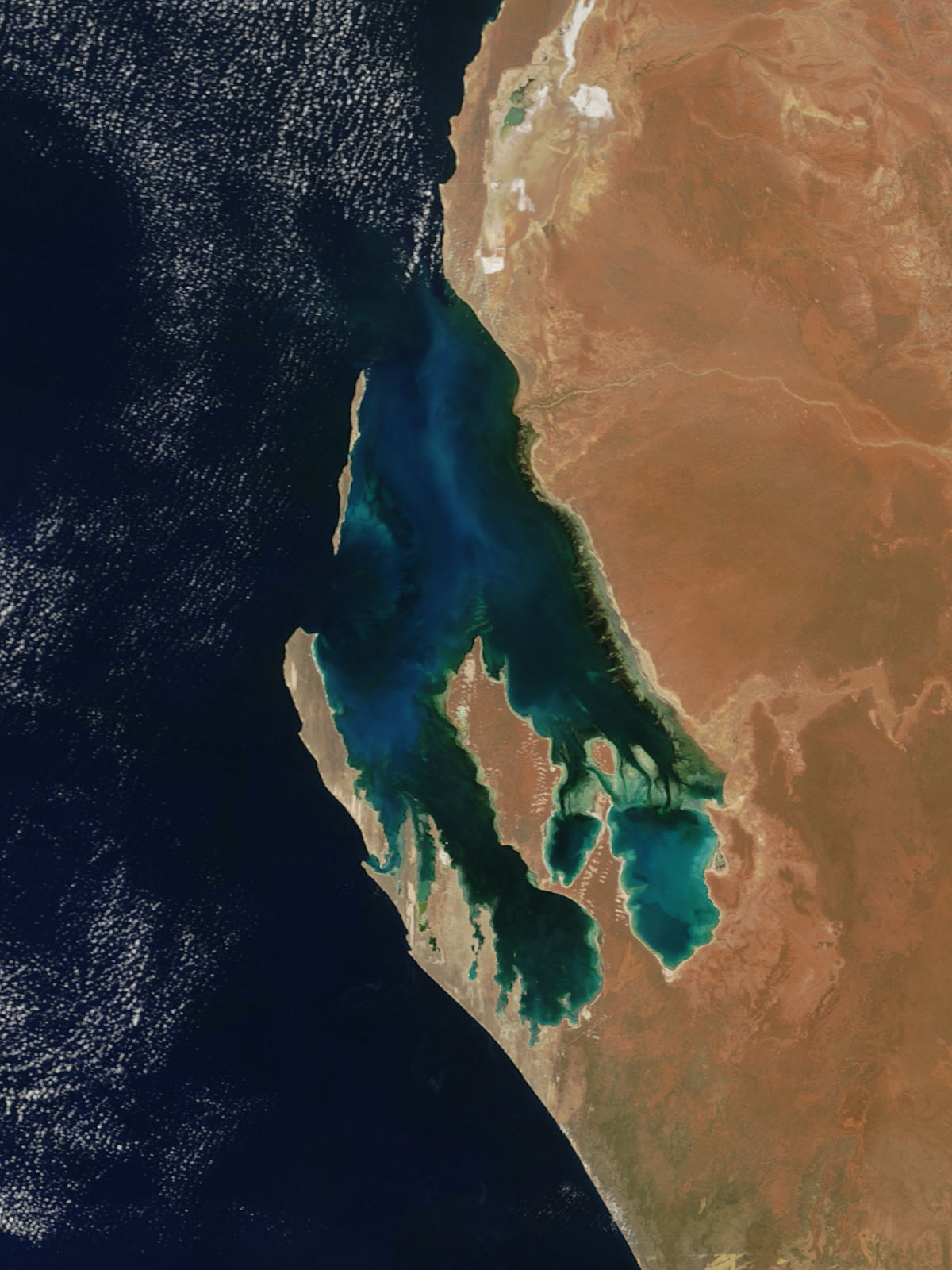
Shark Bay (etwas mittig sind die beiden länglichen Inseln erkennbar)

Lock Hospitals auf Dorre und Bernier Island (i. Sinne von Medizinische Isolierstationen) waren zwei Isolierstationen, die in der Shark Bay von Western Australia lagen. Sie existierten von 1908 bis zum 9. Januar 1919 auf Dorre Island und Bernier Island, die durch einen 500 Meter breiten Meeresarm getrennt sind. Auf den beiden Inseln wurden Aborigines wegen eines Verdachts auf Geschlechtskrankheiten zwangsweise interniert, den Polizisten durch Befragung ermittelten. Die weiblichen Aborigines wurden auf Bernier Island und die männlichen auf Dorre Island interniert. Die rechtliche Basis, dass man auf Verdacht Menschen internieren konnte, bildete der Aborigines Act 1905, ein Gesetz, das vom Parlament von Western Australia im Jahr 1905 verabschiedet wurde.
Heute ist bekannt, dass der größte Teil der Internierten keineswegs an Geschlechtskrankheiten litt, sondern Opfer von damaligen Vorurteilen und rassistisch geprägtem Denken sowie der damals herrschenden Politik Australiens waren, die auf der White Australia Policy basierten.
Einrichtungen dieser Art betrieb die britische Krone in Großbritannien selbst und seinen Kolonien vom 18. bis ins 20. Jahrhundert.

## Vorgeschichte
Während die öffentliche Meinung in dieser Zeit in Western Australia annahm, dass die Geschlechtskrankheiten durch die Perlenfischerei in Australien eingetragen worden seien und sich dabei auf Erkrankungen aus dem Jahr 1875 bezog, als 989 Malaien und 493 Aborigines die Erlaubnis erhalten hatten in australischen Gewässern nach Perlen zu fischen und es in der Folge zu einer Welle von derartigen Erkrankungen kam. Die Vorstellung einer Isolierung von Erkrankten in Lock Hospitals, in denen man sie unterbringen könne, präsentierte der Principal Medicine Officier (i. Sinne v. Oberster Medizinbeamter) von Western Australia am 11. Juni 1907 auf einer Konferenz. Dieser Ansicht schloss sich der Protector of Aborigines Henry Charles Prinsep aus Kostengründen an. Die Regierung von Western Australia allerdings beschloss, dass hierfür nur Inseln oder abgelegene Gebiete infrage kämen. Im Detail standen unterschiedliche Aspekte wie Beeinträchtigung der Schafe, Behinderung beim Phosphat- und Guanoabbau auf den Inseln wie auch einen kostengünstiger Transport in der politischen Diskussion. Die Lebensweisen der Aborigines spielte eine untergeordnete Rolle. Zunächst sollten 58 Aborigines-Frauen nach Barrow Island gebracht werden, doch das Kabinett legte Bernier Island als Frauen-Standort fest. Dorre Island wurde am 12.  Oktober 1908 zum Standort eines Lock Hospitals für Aborigines-Männer festgelegt und zusätzlich am 7. November 1908 zu einem Native Reserve (i. Sinne v. Aborigines-Reservat) erklärt.

## Zwangseinweisung
Nachdem das Gesetzvorhaben im Jahr 1905 verabschiedet worden war, versandte der Chief Protector of Aborigines von Western Australia ein Rundschreiben an alle ihm untergebenen lokal vor Ort tätigen Protectors of Aborigines im Bundesstaat. Er ordnete an, verdächtige indigene Frauen und Männer zu befragen, bei denen die Vermutung bestand, dass sie Syphilis oder andere Geschlechtskrankheiten hätten. Ein Rundschreiben gleichen Inhalts versandte auch der Commissioner of Police (Polizeipräsident) von Western Australia an alle Polizeistationen und ermächtigte die Polizeikräfte zur Befragung und zur Ausführung von Verhaftungen und Zwangseinweisungen in Lock Hospitals. Dabei waren die Personen der indigenen Bevölkerung keineswegs von einem Arzt untersucht oder eingewiesen worden, sondern lediglich aufgrund polizeilicher Befragungen, die zu Verhaftung oder Internierung in Lock Hospitals führten. Man ging seinerzeit in Australien davon aus, dass Geschlechtskrankheiten nur von Frauen übertragen werden. Besonders häufig wurden Aborigines-Frauen zwangseingewiesen, die mit weißen Männern sexuelle Beziehungen gepflegt haben sollen. In der Folge dieser Politik wurden nur Aborigines jahrelang auf den beiden Inseln interniert, darunter war kein einziger weißer Mensch Insasse.
Wie wenig ernst die medizinische Versorgung bzw. Heilungsabsicht genommen wurde, kann man daran erkennen, dass zeitweise kein Arzt auf den Inseln anwesend war, ferner fand man archäologische Belege von medizinischen Versuchen. Nach Schätzungen kamen etwa 40 Prozent der Insassen nicht mehr zu ihren Familien zurück.
Nach einer Auswertung von historischen Zeitungsberichten konnte in der britischen Zeitschrift The Conversation geschlussfolgert werden, dass beispielsweise 55 Operationen unter Narkose an Aborigines auf den beiden Inseln mit je einem Lock Hospital innerhalb Jahresfrist bis am 30. Juni 1910 unter behelfsmäßigen Bedingungen durchgeführt wurden, wobei an mehreren Personen ein Impfstoff mit Arsen verabreicht wurde. Dieser Impfstoff war vorher bei britischen Soldaten gegen Syphilis erfolglos getestet worden.
Im Juli 1916 wurde eine Zwischenbilanz gezogen: Seit Inbetriebnahme im Jahr 1908 waren 601 Aborigines auf den Inseln deportiert, darunter waren 395 weibliche und 205 männliche Personen. 165 waren nach zehn Jahren bis zum Juli 1916 gestorben, darunter 119 Frauen und 46 Männer. Die Einrichtungen wurden letztendlich 1919 geschlossen, wegen geringer Anzahl der Patienten und aus Kostengründen, weitere Belegungszahlen sind nicht bekannt.

## Lebensverhältnisse
Am 6. Oktober 1908 kamen die ersten drei Frauen aus Onslow, angeblich geschlechtskrank, auf Bernier Island an. Im Verlauf dieser Transporte soll es auf den Booten, die in Carnarvon ablegten und nach einem Transport von etwa 60 Kilometern über die Shark Bay an den Inseln anlegten, zu Widerstandshandlungen gegen die Internierung und aus Zorn zu Beschädigungen an und auf den Schiffen gekommen sein, als der Ort und die Verweildauer von zwei Jahren bekannt wurden.
Im März 1909 wurden die ersten Schutzdächer auf jeder Insel errichtet, nachdem es zuvor zu acht Todesfälle wegen Kälte in Verbindung mit starkem Husten gekommen war. Die Schutzdächer gaben drei Personen Platz und boten mit Vorhängen an drei Seiten kaum Schutz. Die Aborigines stellten sie aber anders auf und gruppierten sie nach ihren Vorstellungen.
Die Insassen dieser Lager erhielten Bekleidung, Decken und Rationen von Mehl, Zucker, Tee und Tabak. Sie versorgten sich allerdings selbst durch Jagd auf Fische und Tiere, wobei sie anfänglich auch die Schafe der Angestellten bejagten. Die Aborigines sollen sich auf der Insel kooperativ verhalten haben. 1910 veranstalteten sie zu Ehren von Besuchern ein Corroboree, ein Fest. Sie pflegten weiterhin ihre kulturellen Praktiken und ihren Tanz, betrieben Schnitzerei, Fischfang und Jagd sowie medizinisch wirksame Kräuter halfen ihnen zu überleben. Ab 1910 beteiligten sich die Aborigines am Bau von festen Gebäuden, schleppten Ladungen von Holz, Sand, die Kalkstein-Mauersteine für die Gebäude vom Ufer zur Baustelle, mischten Mörtel an und verrichteten Bauarbeiten. Nachdem sie diese Leistung erbracht hatten, konnten alle, die 1908 interniert wurden, die Inseln verlassen.
In der Zeit des Ersten Weltkriegs (1914–1918) nahm die Öffentlichkeit kaum Notiz von den Geschehnissen auf den Inseln, auch waren in dieser Zeit keine Ärzte vor Ort. Im September 1917, als noch 35 Frauen und 15 Männer interniert waren, wurde die Schließung dieser Einrichtungen im Parlament beschlossen und die Internierten sollten nach Port Hedland verlegt werden. Am 9. Januar verließen die letzten Internierten die Inseln. 17 der Insassen wurden am 6. Oktober von Carnarvon nach Port Hedland transportiert, wo sie am 9. Oktober 1919 ankamen. Bei ihrer Ankunft war das Lock Hospital von Port Hedland noch im Bau.
Weitere Lock Hospitals gab es zu jener Zeit auf Finucane Island vor Port Hedland u. a. auch in Barambah und auf Fantome Island in Queensland.

## Nachwirken
100 Jahre nach der Inbetriebnahme von Lock Hospitals veranstalteten lokale Aborigines im Jahr 2019 einen Gedenktag. Die Regierung von Western Australia sicherte eine Finanzierung eines Mahnmals auf dem Annear Place am Onne Mile Jetty in Carnarvon zu. Die aufgestellten Bronzefiguren des Mahnmals zeigen ein jugendliches Mädchen und einen Knaben im Schmerz.
Von den bedrohten 26 bedrohten australischen Säugetierarten leben allein fünf auf Bernier Island und Dorre Island, sie sind integraler Bestandteile des UNESCO-Welterbe der Shark Bay und der Bernier and Dorre Island Nature Reserve, einem Naturschutzgebiet. Heute (2020) bezeugen Bau-Ruinen auf den Inseln das Erbe dieser Politik Australiens und erinnern an eine besonders perfide Form von Menschenrechtsverletzungen. Die Zugänge zu den zwei Inseln sind wegen gefährdeter Tierarten stark beschränkt.